# Dinis Pinheiro
Dinis Antônio Pinheiro (Ibirité, 8 de maio de 1967) é empresário e político brasileiro, estando filiado ao partido Republicanos. É natural de Ibirité, na Região Metropolitana de Belo Horizonte.

## Biografia

### Carreira política
Começou sua trajetória política em 1995, tendo exercido cinco mandatos como deputado estadual. Ocupou por duas vezes (2007/2011) a Primeira Secretaria da Mesa Diretora da Assembleia Legislativa de Minas Gerais. Foi eleito Presidente da ALMG em 2011 e reeleito em 2013.
Entre março de 2011 e abril de 2013 foi presidente do Colegiado de Presidentes das Assembleias Legislativas e da Câmara Legislativa do Distrito Federal, período em que apresentou ao Senado brasileiro a Proposta de Emenda à Constituição que amplia as competências das Assembleias Legislativas Estaduais. Em 2016 a CCJ aprovou a PEC, que em 2022 a PEC foi arquivada no final da legislatura.

## Desempenho eleitoral
| Ano  | Eleição                  | Partido      | Candidato a                                      | Votos               | Resultado  |
| ---- | ------------------------ | ------------ | ------------------------------------------------ | ------------------- | ---------- |
| 2006 | Estadual em Minas Gerais | PSDB         | Deputado estadual                                | 132 259 (1.º lugar) | Eleito     |
| 2010 | Estadual em Minas Gerais | PSDB         | Deputado estadual                                | 159 422 (1.º lugar) | Eleito     |
| 2014 | Estadual em Minas Gerais | PP           | Vice-governador Titular: Pimenta da Veiga (PSDB) | 4 240 706           | Não eleito |
| 2018 | Estadual em Minas Gerais | SD           | Senador                                          | 3 251 175           | Não eleito |
| 2024 | Municipal de Ibirité     | Republicanos | Prefeito                                         | 62 588              | Eleito     |